# Іда-Вірумаа
Східна Віронія, або Іда-Вірумаа (ест. Ida-Virumaa або Ida-Viru maakond) — один з найбільших, переважно російськомовний повіт (мааконд) на північному сході Естонії, межі якого розповсюджуються до Фінської затоки на півночі, річки Нарви на сході й Чудського озера на півдні. На заході й південному заході повіту межа тягнеться через ліси та болота Алутагузе, уздовж території Ляяне-Вірумааського та Йиґеваського повітів.
Площа Іда-Вірумаа — 3 364,05 км², що становить 7,4% від площі всієї держави. В центрі північної частини повіту, за 165 км від Таллінна, розташований адміністративний центр — місто Йихві.

## Історія
Іда-Вірумаа — один із найбільш давніх регіонів Естонії, куди прибули поселенці. Одне з найвідоміших поселень розташовано неподалік міста Кунда. Близько 3 000 років тому на плато північного узбережжя була оброблювана територія. Найдавніші зі знайдених залізних предметів містились у похованні Сопе (Люганусе).
Спокійний та мирний  період завершився прибуттям в X — XIII столітті на землю Віру вікінгів. Їхні могильники розташовані у північній та східній частинах повіту. 18 лютого 1268 року до Вірумаа вирушили новгородці на чолі з князем Дмитром і псковитяни на чолі з литовським князем Даумантасом. На початку XIII століття тутешню землю спустошували німецькі хрестоносці. У 1219–1220 роках народ охрестили данці. Їхня влада над північною частиною Естонії тривала понад століття. 
У 1346 році Данія продала свої володіння Тевтонському ордену, що започаткувало мирний період, який завершився 1558 року Лівонською війною.
Після першої окупації Естонії Радянським Союзом в 1940 під час Другої світової війни, а особливо після другої її окупації, починаючи з 1945, Радянський Союз посиленно індустріалізував цей регіон через розробку корисних копалин (в основному гірнича промисловість та первісну переробку копалин та природних матеріалів). Також Радянський Союз інтенсивно завозив сюди російськомовне населення з інших регіонів СРСР.
У 2013 році волость Майдла (ест. Maidla vald) об'єднано з Люганусе.

## Населення повіту
У повіті, як і в цілому в Естонії, склалася несприятлива демографічна обстановка. Так, станом на 1 січня 2006 року у повіті проживало 173 777 жителів, з яких 44,8% були чоловічої та 55,2% жіночої статі. Загальний коефіцієнт народжуваності в повіті за 2005 рік склав 9,4%, а смертності 15,3%. Таким чином природний приріст був негативним −5,9%. 
Характерною особливістю повіту є переважання в ньому російськомовного населення. 70,8% населення складають росіяни (123 тис.), 19,9% естонці (34 тис.), 2,7% українці, 2,8% білоруси, 1,4% фіни та інгерманландці, 2,4% інших (німці, татари, вірмени й ін.)

## Адміністративно-територіальний поділ
У складі повіту після реформи 2017 року 8 самоврядувань: 4 міських муніципалітетів і 4 волості.
Міські муніципалітети:
 Кохтла-Ярве (ест. Kohtla-Järve)
 Нарва (ест. Narva)
 Нарва-Йиесуу (ест. Narva-Jõesuu)
 Сілламяе (ест. Sillamäe)
Волості:
Алутаґузе (ест. Alutaguse vald)
 Йихві (ест. Jõhvi vald; разом із містом Йихві)
 Люганусе (ест. Lüganuse vald)
 Тойла (ест. Toila vald)
У складі повіту до реформи 2017 року було 22 самоврядування: 6 міських муніципалітетів і 16 волостей.

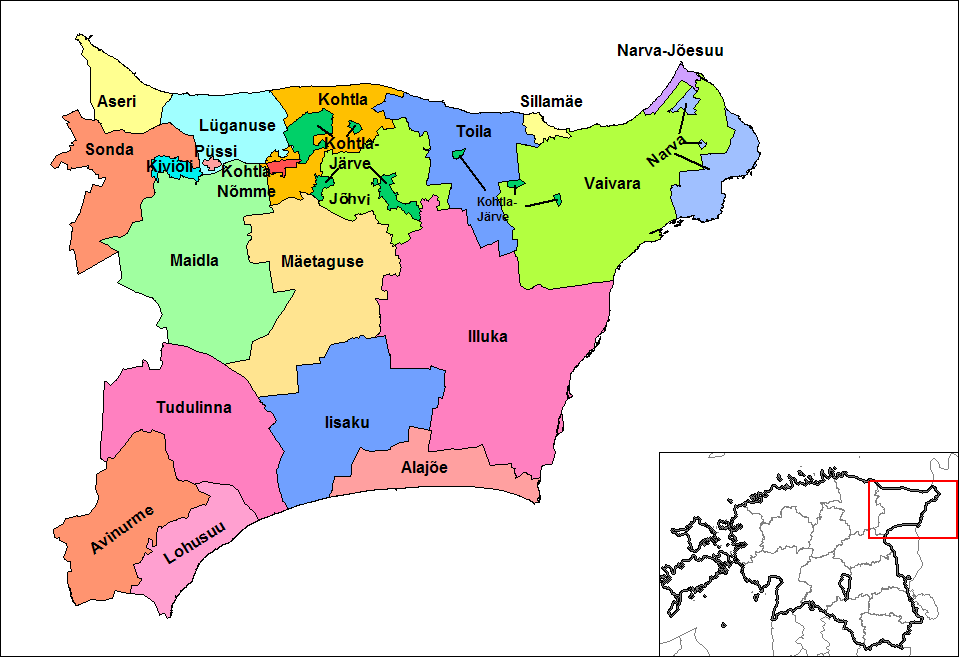
Муніципалітети повіту Іда-Вірумаа

Міські муніципалітети:
 Ківіилі (ест. Kiviõli)
 Кохтла-Ярве (ест. Kohtla-Järve)
 Нарва (ест. Narva)
 Нарва-Йиесуу (ест. Narva-Jõesuu)
 Пюссі (ест. Püssi)
 Сілламяе (ест. Sillamäe)
Волості:
 Авінурме (ест. Avinurme vald)
 Азері (ест. Aseri vald)
 Алайие (ест. Alajõe vald)
 Вайвара (ест. Vaivara vald)
 Ійзаку (ест. Iisaku vald)
 Іллука (ест. Illuka vald)
 Йихві (ест. Jõhvi vald; разом із містом Йихві)
 Кохтла (ест. Kohtla vald)
 Кохтла-Нимме (ест. Kohtla-Nõmme)
 Лохусуу (ест. Lohusuu vald)
 Люганусе (ест. Lüganuse vald)
 Мяетагузе (ест. Mäetaguse vald)
 Сонда (ест. Sonda vald)
 Тойла (ест. Toila vald)
 Тудулінна (ест. Tudulinna vald)

## Економіка
Повіт має багату історію розвитку промисловості — тут розміщено основні енергетичні й виробничі потужності Естонії, які дають близько 16% від загального промислового продукту Естонії.
Найбільші економічні напрямки:
- видобуток горючого сланцю, виробництво електроенергії та теплоенергії
- хімічна промисловість
- торгівля
- будівництво й виробництво будівельних матеріалів
- деревообробка
- металообробка
- виробництво продуктів харчування
- туризм

Станом на 2005 рік 13,7% працездатного населення Іда-Вірумаа були безробітними.

### Енергетика
Чверть жителів Іда-Вірумаа пов'язані з енергетикою — це видобуток сланцю і виробництво електро- та теплоенергії. У Нарві — місті енергетиків — виробництво енергії за допомогою водяного колеса почалося вже наприкінці XIX століття, нині ж електрика звідси поступає на територію всієї республіки.
Виробництво електрики здійснюється завдяки горючому сланцю, що залягає в надрах повіту (до 70 м). Його видобутком займається концерн «Еесті Пилєвківі» (ест. Eesti Põlevkivi), який видобуває 10-12 млн тонн сланцю на рік за допомогою двох підземних шахт і двох відкритих кар'єрів.
Хімічна промисловість почала використовувати сланець вже у 20-их роках XX століття, у 50-их роках видобуток сланцю було зорієнтовано на виробництво електрики, що зберігається й сьогодні — на виробництво ж сланцевого масла йде близько п'ятої частини сланцю, що видобувається. Вироблення електроенергії на базі горючого сланцю, за прогнозами, збережеться приблизно протягом 30 років.
Сланець видобувається з надр Естонського сланцевого родовища, яке тягнеться із заходу на схід від Кивіилі до Нарви та з півночі на південь від Йихві до Вяйке-Пунґер'я. Видобуток сланцю здійснюється так званим відкритим способом на кар'єрах (розрізах) «Нарва» та «Айду», а також на двох підземних шахтах — «Естонія» та «Віру».

## Освіта
У загальноосвітніх школах повіту навчається близько 20 800 учнів, з них 80% навчаються у школах з російською мовою викладання. В Іда-Вірумаа діє 51 загальноосвітня школа (з російською мовою навчання — 28, з естонською — 15, двомовних — 8), 60 дошкільних закладів та 6 установ, що надають професійно-технічну освіту. Вищу освіту можна здобути в трьох вишах: у Коледжі Тартуського університету, Інституті Економіки та Управління "ECOMEN", та у Вірумааському коледжі Талліннського технічного університету. Перший спеціалізується на підготовці викладачів і соціальних працівників, другий — на підготовці спеціалістів в області економіки та управління, а третій — на вищій освіті в технічній сфері. У трьох вишах навчаються понад 1 800 студентів.

## Культура
Культурне життя Іда-Вірумаа яскраве й різноманітне. Окрім естонських колективів, що сприяють збереженню та розвитку національної культури, в повіті так само представлені танцювальні і співочі колективи російського, білоруського, українського, німецького, інгерманландського, татарського, польського, єврейського, узбецького і чуваського народів.
У повіті так само діють одні з найстаріших в Естонії колективів — Люганусський співочий хор (заснований 1855 року) та Йихвіський змішаний хор HELI (заснований 1862 року). Ряди хорових виконавців доповнюють Авінурмеський, Оонурмеський, Атсаламаський, Кивіиліський, Нарвський, Силламяеський, Кохтла-Ярвський, Азеріський, Кохтла-Ниммєський, Йізакуський співочі хори та численні шкільні хори. На загальних співочих святах Іда-Вірумаа представляють понад 2 000 співаків.
З колективів народного танцю найвідоміші — танцювальний ансамбль VIRULANE, Йихвіський жіночий танцювальний гурт GEVI, Сілламяеський SUVENIIR, Нарвський JUN-OST, танцювальні гурти Тамміку, Мяєтагузе, Ійзаку, Люганузе, Майдла, Вока та ін.
За традицією, щороку в повіті проходять дні хорової пісні, народного танцю, народної музики, духової музики, вокальних ансамблів та гуртків драми. З великих суспільних заходів, що склалися відносно нещодавно, можна відзначити Кохтла-Ниммєське свято Tuhamägede Talvine Tantsupidu і Suvine Tuhamägede Tantsupidu.
З відомих у всій республіці культурних заходів можна назвати ярмарок рукоділля VIRU NIKERDAJA, Авінурмеський бондарний ярмарок, рибний ярмарок Лохусуу, Йихвіський фестиваль RAHVUSKULTUURISELTSIDE LOOMEPADA і народне свято Peipsi Jaanik у Вайкла.
Культурне життя повіту висвітлюється двомовною повітовою газетою «Північне узбережжя» (эст. «Põhja rannik»).

## Природа
Протягом тисячоліть найбільші річки повіту сформували глінт. Менші річки несуть свої води в море, формуючи берегові уступи. До них належать: Тирвайие, Лангевоя і Алуоя. Найвища — Валасте. Чим довше узбережжя, тим більше розвинені берегові виступи, даючи місцевим жителям більше свободи.
Сака-Онтіка-Тойла є найвищим Балтійським глінтом, і найдовшою нерозривною частиною, що пролягає від Сака до Тойласької глінтової бухти. Увагу археологів він привернув ще пару століть тому, перш за все своїми відкритими нашаруваннями кембрійського і до-ордовіковського періодів.
Середня висота — більше 50 метрів, поблизу Онтіка, вона досягає свого максимуму — 55,6 м. Між берегом і водною межею місцевість нерівна, з дуже кам'янистим осипом. Тут знаходиться, найвищий в Естонії, 25-метровий водоспад Валасте. У 1996 році, за пропозицією комісії із захисту природи Північно-Східне примор'я було оголошене природною спадщиною і народним символом. Також, організація ЮНЕСКО визнала його світовою спадщиною.
Система озер Куртна найбільша в Естонії. Вона розташована на утворенні, сформованому під час льодовикового періоду в околицях Куртна. Більше 30 км² зайнято 40 різними за площею і глибиною озерами. У регіоні протягом десятиліть сформувалася своєрідна екосистема. У 1987 році тутешня природа стала частиною ландшафтного заповідника.
Група пагорбів Синімяе у Вайварі складається з 3 пов'язаних між собою пагорбів, орієнтованих зі сходу на захід. Їх загальна довжина — 3,4 км. Абсолютна висота: Торнмяги — 69,9 м, Пиргухауамяги — 82,3 м і Паргимяги — 84,6 м.
Парк Кричу — найбагатший парк Естонії (більше 200 видів дерев і чагарників), розташований в гирлі річки Пюхайиє, і зведений наприкінці XIX — на початку XX століть згідно з планом і під керівництвом директора Ризького зоопарку Р. Куфалдті. Озеро Ул'ясте знаходиться на висоті 66 м над рівнем моря. Його середня глибина — 2,5 м. В околицях озера безліч джерел. Озеро є місцем відпочинку для жителів Кивіилі і Сонда.
У районі Бороні Йие (у Кричу) знаходяться насадження, яким вже більше 100 років. Сюди ще не ступала нога людини. Стародавній ліс доповнюють 1,5 метрові папороті і товстий шар моху. В улоговині річки видно виступаючі породи середньо-девонського періоду.
Нарвський водоспад розташований на річці Нарва, там, де Кренгольмський острів ділить річку на дві. Висота східного водоспаду: 6-6,6 м, західного: 3,2-6,5 м. Через дамбу гідроелектростанції — водоспад велику частину часу — мілководний.
У повіті знаходяться:
- Найповноводніша річка Естонії — Нарва (400 м³ на секунду)
- Найбільша в Естонії система озер — озера Куртна (40 озер на 30 км²)
- Найглибша в Естонії підземна шахта — шахта «Естонія» (глибина 70 м)
- Найвищі труби в Естонії — Естонська Електростанція (250 м)
- Найвищі в Естонії штучні гори — до 173 м від рівня моря
- Найвищий водоспад в Естонії — Валасте (25 м)
- Найвищий в Естонії прибережний глінт (обрив) — Онтіка (56 м)
- Найдовший пляж Естонії — пляж на Чудському озері (більше 30 км)
- Найдовший пляж на морському узбережжі — Нарва-Йиесуу (7,5 км)